# 曼多克

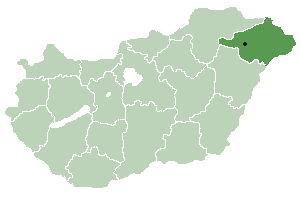

曼多克是匈牙利的城鎮，位於該國東北部，由索博爾奇-索特馬爾-貝拉格州負責管轄，面積28.91平方公里，2011年人口4,226，其中約六成居民信奉基督教。
48°19′N 22°12′E / 48.317°N 22.200°E